# Malhação 2011
A décima nona temporada da série de televisão brasileira Malhação, popularmente chamada de Malhação 2011 ou de Malhação Conectados, foi produzida e exibida pela TV Globo de 29 de agosto de 2011 a 10 de agosto de 2012, em 249 capítulos.
Escrita por Ingrid Zavarezzi com a colaboração de Lúcio Manfredi, Vinícius Vianna, Laura Rissin, Guilherme Vasconcelos e Cristiane Dantas, teve direção de Ajax Camacho e Mário Márcio Bandarra, também diretor geral. A direção de núcleo foi de José Alvarenga Jr. Devido aos baixos índices de audiência, a trama passou a ter a supervisão de texto de Ricardo Linhares e Ana Maria Moretzsohn.
Contou com a atuação de Caio Paduan, Bia Arantes, Thaís Melchior, Alejandro Claveaux, Marcella Rica, Lucas Cordeiro, Kadu Moliterno e Carla Salle.
Foi a primeira temporada da série transmitida em alta definição.

## Enredo

### Primeira fase
Gabriel (Caio Paduan) é um jovem universitário cuja principal característica é a sensibilidade extrema para assuntos paranormais. O rapaz tem um blog onde publica suas investigações e conclusões sobre casos misteriosos. Ao mudar-se para o Rio de Janeiro para cursar faculdade de História, ele acaba encontrando vaga para morar no apartamento de Babi (Marcella Rica) e Cristal (Thaís Melchior) e engata um romance com esta última.
Mas, no futuro, Gabriel vai descobrir uma ligação estranha com Alexia (Bia Arantes). A moça ocupava anteriormente o quarto alugado por ele e foi embora intempestivamente depois que o antigo namorado, Douglas (Pierre Baitelli), morreu num acidente de moto. O caso, aliás, também é cheio de mistérios, já que seu corpo nunca foi encontrado e ele vive aparecendo para a namorada em sonhos esquisitíssimos. Alexia e Gabriel, sem nem mesmo se conhecerem, começarão a sonhar um com o outro e com o tal número 1046.
Outro núcleo da trama é o de Betão (Lucas Cordeiro). Mulherengo e divertido, o garoto pratica surf e kung fu e é filho de Nelson (Kadu Moliterno), um piloto internacional e Helena (Virgínia Cavendish), uma designer, e sempre gostou de ser filho único. Mas, esse pensamento muda quando Betão descobre que seu pai teve um caso com uma mulher há 16 anos atrás, e que tem um irmão, chamado Filipe (Pedro Tergolina), que vai morar com que ele e seu pai, após a mãe do garoto se submeter a uma cirurgia e deixá-lo à cuidados de Nelson. Filipe é um menino cego e tem um forte carácter, além de ser independente e encantador. Quem não gosta do ocorrido é Helena, que atordoada com a traição do marido, resolve ir morar com a mãe por uns tempos em Saquarema, para tentar esquecer a situação. Helena porém ainda ama Nelson e resolve dar uma segunda chance à ele.[carece de fontes?] Betão é muito amigo de Michele (Giovana Ferrer) e Débora (Juliana Lohmann), sendo esta última obcecada pelo rapaz em silêncio. Betão e Michele já ficaram, mas não desejam namorar, e preferem ficar nesse vai e volta sem compromisso. Débora e Michele são melhores amigas, e somente Michele sabe dessa paixão obsessiva da amiga por Betão. Porém, o rapaz não dá bola para Débora, pois ele e Douglas, irmão dela, eram melhores amigos. Débora é filha da trabalhadora Laura (Leticia Spiller), mãe de Débora e Douglas, que morreu misteriosamente em um acidente de carro, sendo que seu corpo nunca fora encontrado, sendo essa a agonia de Laura, que se afunda no trabalho em busca de amenizar a saudade do filho. Laura trabalha em um brechó, alugado pelo empreendedor misterioso Juarez (Odilon Wagner).[carece de fontes?]
Betão também é amigo de Ziggy (Felipe Haiut), um rapaz alegre e alto-astral que vive navegando na internet e nas redes sociais, além de fazer universidade de webdesign. Na internet, Ziggy conhece Gabriel virtualmente, e os dois acabam por se conhecerem pessoalmente, pois vão estudar na mesma universidade. Ziggy se prende ao blogue de Gabriel, o Além da Intuição e com isso, resolve ajudar o novo amigo a tornar o blogue interativo, junto também à Cristal e Babi. Mas para impedir esse laço, há a possessiva Natália (Carla Salle), a namorada de Ziggy e estudante de jornalismo.[carece de fontes?] Natália, não gosta da amizade entre Ziggy e Betão, por considerar este último, um dos riquinhos fúteis que moram na Zona Sul. E para completar, Natália também não se chega à Gabriel, Cristal e Babi, alegando que eles são meio esquisitos, sendo que com Babi, Natália não se dá bem ao ver a garota junto à Ziggy na lanchonete do posto de gasolina de seu pai, Ademir (Anderson Müller), e concluir que a garota quer é roubar Ziggy dela.[carece de fontes?]
Ademir, pai de Natália e gerente do posto de gasolina Bras Camp que servirá de encontro para Gabriel, Cristal, Babi e Ziggy, não se conforma que sua filha namore este último, por achar que o rapaz não tem futuro com a profissão escolhida pelo mesmo, e pelo rapaz viver enfurnado em sua casa, sendo que ele mora no mesmo prédio. Outro drama de Ademir, é o filho preguiçoso Guido (Gil Coelho). Sedutor e vaidoso, o rapaz não para em nenhum emprego, pois sempre acaba por paquerar as clientes. Por esse motivo, seu pai acaba o colocando a trabalhar na locadora do posto, para que ele não seja demitido e que possa o supervisionar. Ademir é casado com Sandra (Soraya Ravenle), dona de um salão de beleza e que vive tentando compreender Natália e dar um basta na boa vida de Guido.[carece de fontes?]
Voltando ao drama de Alexia, a garota vive na Comunidade dos Anjos onde mora com o gerente da ONG que faz trabalho voluntário, Moisés (Alejandro Claveaux). Com ele, Alexia vive um romance conturbado, por Douglas sempre ser citado nas brigas do casal. Moisés aos poucos acaba desconfiando da morte de Douglas, supondo que o hacker esteja mesmo vivo. Esse pensamento de Moisés é o mesmo aflorado por Gabriel e Cristal, que começam a se convencer que Douglas possa estar vivo atrás de Alexia, já que o mesmo tinha por ela um amor platônico. Na comunidade, Alexia conhece Natália e se tornam amigas. Alexia, porém se verá muito próxima de Gabriel ao descobrir que ele é muito amigo do namorado de Nat, Ziggy.

### Segunda fase
A segunda fase da trama se inicia quando é descoberto que Douglas está morto por causa de Juarez, homem poderoso empresário de caráter duvidoso que é dono de diversos empreendimentos, entre eles o posto de Ademir, o brechó de Laura e a universidade de Gabriel. Douglas havia roubado uma grande quantia em dinheiro da financeira de Juarez. Enquanto isso, Gabriel acaba se tornando amigo do rival Betão, que começa a se apaixonar por Babi, enquanto Gabriel acaba se envolvendo com Alexia e formando um triângulo amoroso entre ele, ela e Cristal. Guido começa a namorar Laura, uma relação cheia da preconceito pela grande diferença de idade dos dois, fato esse que começa a provocar a ira de Débora, enquanto Natália se apaixona por Moisés, depois da separação da garota com Ziggy ao descobrir que o namorado havia transado com Débora.
A história ganha novos rumos quando o romance de Gabriel e Cristal é esfriado pela presença de Tomás (Thiago de  Los Reyes), um jovem e sedutor professor universitário que se interessa pela garota, e desprovido de caráter, lança mão de uma série de artifícios para prejudicar Gabriel. Embora ame o namorado, Cristal mantém carinho e respeito pela amizade de Tomás, o que incomoda Gabriel pela namorada não enxergar quem é o rapaz de verdade. Após um envolvimento com drogas por culpa de Moisés, Alexia passa uma temporada no Canadá com os pais e retorna ao Brasil modificada, mais doce e determinada, decidida a esquecer Moisés e dar novos rumos a sua vida. Sua amizade com Gabriel cresce e começa a incomodar Cristal, que separada do rapaz por uma armação de Tomás, descobre estar grávida de Gabriel. Abalado, o jovem decide reatar com Cristal em nome da criança; no entanto, um acidente de moto, causado enquanto Cristal fugia da polícia enquanto entrevistava um foragido, provoca um aborto em Cristal.
Inconformada, Cristal omite de todos a verdade e passa a sustentar uma falsa gravidez, apenas para prender Gabriel a ela, embora neste momento, o rapaz já esteja verdadeiramente apaixonado por Alexia e sendo correspondido. O amor intenso de Alexia por Gabriel é tão forte que chama a atenção do violento e obsessivo Moisés, que decide perseguir o novo rival e fazer de tudo para tirá-lo de seu caminho, apenas para recuperar o amor de Alexia. Cristal e Moisés se tornam aliados em uma série de armadilhas para desestruturar o romance de Alexia e Gabriel.

## Elenco
| Intérprete           | Personagem                         |
| -------------------- | ---------------------------------- |
| Caio Paduan          | Gabriel Nascimento                 |
| Thaís Melchior       | Cristal Vianna                     |
| Bia Arantes          | Aléxia Manfredi                    |
| Alejandro Claveaux   | Moisés Coelho                      |
| Marcella Rica        | Bárbara Vasconcelos (Babi)         |
| Lucas Cordeiro       | Roberto Tavares (Betão)            |
| Kadu Moliterno       | Nelson Tavares                     |
| Letícia Spiller      | Laura Guimarães de Oliveira        |
| Danton Mello         | Fabiano Duarte                     |
| Helena Fernandes     | Carmem Nascimento                  |
| Maurício Destri      | Francisco Freitas (Kiko)           |
| Carla Salle          | Natália Fernandes (Nat / Pintinha) |
| Valentina Seabra     | Maria Meira                        |
| Gil Coelho           | Guido Fernandes                    |
| Juliana Lohmann      | Débora Guimarães de Oliveira       |
| Giovana Ferrer       | Michele Ramos                      |
| Anderson Müller      | Ademir Fernandes                   |
| Soraya Ravenle       | Sandra Fernandes (Sandrinha)       |
| Pedro Tergolina      | Filipe Tavares (Lipe)              |
| Felipe Haiut         | Igor Santos (Ziggy)                |
| Bella Camero         | Isabela Duarte                     |
| Thiago de Los Reyes  | Tomás Pelpatto                     |
| Bernardo Velasco     | Fernando Peixoto (Nando)           |
| Douglas Sampaio      | Jefferson da Silva (Jeff)          |
| Pedro Bernardo       | Diego (Dieguinho)                  |
| Edvana Carvalho      | Aparecida da Silva (Cida)          |
| Regina Sampaio       | Beatriz Nascimento                 |
| Virginia Cavendish   | Helena Tavares                     |
| Maíra Charken        | Vera Lúcia Souto (Verinha)         |
| Jacqueline Fernandez | Charlene                           |
| Giulio Lopes         | Dr. Vinicius                       |
| Miguel Arraes        | Igor                               |
| Lima Jr.             | Bertoni                            |
| Jonathan Azevedo     | Luciano Simões (Fôjo)              |

### Participações especiais
| Intérprete                 | Personagem                    |
| -------------------------- | ----------------------------- |
| Pierre Baitelli            | Douglas Guimarães de Oliveira |
| Cláudia Ohana              | Yara Fagundes                 |
| Guga Coelho                | Vitinho                       |
| Maria Joana                | Luana                         |
| Camilo Bevilacqua          | Jorge                         |
| Tarciana Saad              | Suzana                        |
| Bruno Gradim               | Ruy                           |
| Alex Reis                  | Diego                         |
| Renata Santos              | Vânia                         |
| Thaíssa Carvalho           | Cristina Lima (Timtim)        |
| Dandara Mariana            | Tamires Lourenço (Tamtam)     |
| Odilon Wagner              | Juarez Soares da Rocha        |
| Bruce Gomlevsky            | Paolo Manfredi                |
| Jui Huang                  | Tradutor do Mestre Chuang Tsé |
| Bernardo Castro Alves      | Amigo de Felipe               |
| Stella Maria Rodrigues     | Teresa                        |
| Paulo Mathias Jr.          | Miltinho                      |
| Bruno Bevan                | Guilherme                     |
| Chico Expedito             | Dr. Francisco Manara          |
| Ênio Nunes                 | Valdir do Cavaco              |
| Hugo Maia                  | Gorila                        |
| Jefferson Almeida          | Juninho                       |
| Rafael Canedo              | Rafa                          |
| Antônio Fargoni            | Bernardo                      |
| Mariana Cerrone            | Aninha                        |
| Thiago Jose                | Amaldo                        |
| Luciana Malcher            | Coxinha                       |
| Robson Rozza               | Tiziu                         |
| Juliana Linares            | Samara                        |
| Ana Miranda                | Rose                          |
| Adriana Zattar             | Sofia Manfredi                |
| Julia Werneck              | Luísa                         |
| Alexandre Basílio          | Carcará                       |
| Bruno Sobral               | Sabiá                         |
| Guilherme Ferraz           | Café                          |
| Luiz Antônio do Nascimento | Janjão                        |
| João Antônio               | Chicão                        |
| Plinio Soares              | Mestre Kung Fu                |
| Juliana Guimarães          | Diretora da escola de Igor    |
| Paola Oliveira             | ela mesma                     |
| Eriberto Leão              | ele mesmo                     |
| Ana Maria Braga            | ela mesma                     |
| Milton Nascimento          | ele mesmo                     |
| Anderson Leonardo          | ele mesmo                     |
| Diogo Nogueira             | ele mesmo                     |
| Thiaguinho                 | ele mesmo                     |
| Sambô                      | eles mesmos                   |

## Audiência
Em seu primeiro capítulo, a temporada marcou 17 pontos e pico de 18 no IBOPE, empatando com o primeiro capítulo da temporada anterior, que também consolidara 17 pontos. A audiência mais alta de toda a temporada foi no terceiro capítulo da trama, quando a série conseguiu alcançar 23 pontos no IBOPE; já a mais baixa foi no dia 20 de fevereiro de 2012, quando a série conseguiu apenas 9 pontos de audiência, até hoje a menor audiência da história de Malhação. Seu último capítulo marcou 18 pontos, 8 pontos a menos que o último capítulo da temporada anterior, que teve 26 pontos.
Teve média geral de 15,89 pontos, representando uma queda de 4 pontos em relação à temporada anterior.

## Exibição
Foi reexibida pelo Viva de 11 de dezembro de 2023 a 31 de maio de 2024, substituindo a décima oitava temporada e sendo substituída pela vigésima temporada, em 125 capítulos, já que eram exibidos dois por dia, dando sequência à soap opera no canal na faixa das 16h15, com reprises às 3h45 e 10h30. É a segunda telenovela brasileira em alta definição a ser exibida na emissora.

### Outras mídias
Em 30 de abril de 2021, foi atualizada pelo Globoplay como parte do Projeto Originalidade, com a atualização para o formato de exibição original; com o formato de imagem restaurado em Full HD, além de aberturas, vinhetas de intervalo e encerramento originais.

## Trilha sonora
Não foram lançados álbuns da trilha sonora da 19.ª temporada de Malhação, mas, de acordo com a página oficial, da temporada no site Memória Globo, estas são as canções que tocam na trama.
Nacional
1. Todos - Macaco e Marcelo D2 (Tema de abertura)
2. Nenhum Motivo Explica a Guerra - Afroreggae (Tema de Gabriel/Comunidade dos Anjos)
3. Bom malandro – Simoninha (Tema Geral)
4. ÔÔ - Marcelo Camelo (Tema de Gabriel e Cristal)
5. Incondicional - Guga Sabatie (Tema de Guido e Babi)
6. De Repente - Skank (Tema Geral)
7. A Peleja do Diabo Com a Flor - Neto Lobo e a Cacimba (Tema de Moisés)
8. Certas Coisas - Lulu Santos (Tema de Laura e Guido)
9. Give Me Love - Banda Nego Joe (Tema Geral)
10. Down Em Mim - Barão Vermelho (Tema de Moisés e Aléxia)
11. Izabella - Stevens (Tema de Filipe e Isabela)
12. Só Eu Sei - Jack B (Tema de Betão)
13. Quero Só Você - Afroreggae (Tema Geral)
14. Varrendo a Lua - Roberta Campos (Tema Geral)
15. Todas as Virtudes - Taty Cirelli (Tema de Gabriel e Aléxia)
16. Feriado/O Amor é Um Rock/Entre Tapas e Beijos (Ao Vivo) - Ana Carolina (Tema de Fabiano e Laura)
17. Fullgás - Marina Lima (Tema de Laura e Fabiano)
18. Buquê de Flores - Thiaguinho (Tema Geral)
19. Cenário de Novela - Adriano Ribeiro (Tema de Jefferson)
20. Revanche - Pedrinho do Cavaco
21. Pirei No Seu Amor - Tuca Fernandes (Tema Geral)
22. Fundamental - Marcelinho da Lua (Tema Geral)
23. Rock And Roll (Ao Vivo) - Sambô (Tema Geral)

Internacional
1. Don't Wanna Go Home - Val Emmich (Tema Geral)
2. Be There As It May (Seja Como For) - Scarcéus (Tema de Gabriel e Aléxia)
3. Ain’t No Upside (Livin' On Tha Downside) - Carey Ott (Tema de Gabriel e Aléxia)
4. Story of a Man - Tiago Iorc (Tema de Betão e Babi)
5. Baby, Where Are You? - Lu Alone (Tema de Débora e Jefferson)
6. Frozen In Slow Motion - Brett Dennen (Tema de Natália e Moisés)
7. Comeback Kid (That's My Dog) - Brett Dennen (Tema Geral)
8. Angels - Taylr Renee (Tema de Gabriel e Cristal)
9. For Always - Lanai Moliterno (Tema de Nelson)
10. Fish Out Of Water - Laura Rizzotto (Tema de Maria Meira)
11. You Are The One - Lanai Moliterno (Tema de Nelson e Natália)
12. Give It To Me - Alexxa (Tema Geral)
13. Calling - Sink To See (Tema Geral)
14. Celebration - Mister Jam (Tema Geral)